# 巴里坤狂蛛
巴里坤狂蛛（学名：Zelotes barkol）为平腹蛛科狂蛛属的动物。在中国大陆，分布于新疆等地。该物种的模式产地在新疆。